# Yuxarı Noxudlu
Yuxarı Noxudlu è un comune dell'Azerbaigian situato nel distretto di Salyan. Conta una popolazione di 914 abitanti.